# Das Insektenweib
Das Insektenweib (Originaltitel: jap. にっぽん昆虫記, Nippon Konchūki, dt. „Japanische Insektenaufzeichnungen; Japanische Souvenirs entomologiques“) ist ein japanisches Filmdrama in Schwarzweiß aus dem Jahr 1963 von Shohei Imamura, der auch – zusammen mit Keiji Hasebe – das Drehbuch verfasst hatte. In den Hauptrollen sind Sachiko Hidari, Emiko Aizawa und Masumi Harukawa zu sehen. Seine Uraufführung erlebte das Werk am 16. November 1963 in Japan. In der Bundesrepublik Deutschland hatte es seine Premiere am 6. Juli 1964 in Berlin im Rahmen der Internationalen Filmfestspiele.

## Handlung
Der Film setzt ein im Jahre 1918 in einem japanischen Dorf mit der Geburt der „Heldin“ Tome Matsuki. Einige Aspekte deuten darauf hin, dass es sich bei dem Mädchen wahrscheinlich um ein sogenanntes „Soldatenkind“ handelt, denn die Mutter ist leichtfertig und der gesetzliche Vater etwas trottelig. Die folgenden Szenen zeigen das Mädchen als nur beim „Vater“ schlafende Heranwachsende, als Fabrikarbeiterin und Geliebte ihres Chefs und schließlich als Mutter eines nichtehelichen Kindes, das nur eine Last für sie bedeutet.
Später, lästig geworden, wird Tome von ihrem Chef mit ein paar tausend Yen abgefunden und aus den Arbeits- und Konkubinenpflichten entlassen. Sie geht allein nach Tokio, führt dort ein karges Leben und wird von einer Dame ihrer Sekte als Freudenmädchen gedungen. Nun ist sie versorgt und kann ihrer im fernen Dorf weilenden Familie, bei der sich auch ihre Tochter befindet, Geld schicken. Im Lauf der Zeit dient sich Tome hoch zur Vertreterin ihrer neuen Vorgesetzten. Als diese wegen illegaler Unzucht ins Gefängnis wandert, macht sich Tome „selbstständig“. Jetzt selbst Chefin eines Call-Girl-Ringes beutet sie ihrerseits die Mädchen aus, wie sie einst selbst ausgebeutet wurde. Ein honoriger Geschäftsmann ist ihr Freund, der sie seinerseits kräftig um ihr Geld bringt. Als ihre Ausbeuter-Karriere eines Tages jäh von der Polizei gestoppt wird, sind die guten Jahre wieder vorbei. Aus dem Gefängnis entlassen, muss sie feststellen, dass sie von ihren Mädchen verlassen worden ist, ihr Geliebter ihr nur noch mit Resten von Anstand eine Unterkunft und eine Stellung als Reinemachefrau verschafft und skrupellos ihre inzwischen erwachsene Tochter verführt, die in die Stadt gekommen ist, um von der Mutter Geld für ein landwirtschaftliches Projekt zu leihen.

## Auszeichnungen
- Sachiko Hidari erhielt 1964 bei den Internationalen Filmfestspielen Berlin den Silbernen Bären in der Rubrik „Beste Darstellerin“.[2]
- Die staatliche Filmbewertungsstelle Wiesbaden erteilte dem Werk das Prädikat „Wertvoll“.

## Kritiken
Der Evangelische Film-Beobachter zeigt sich voll des Lobes: „Reportage eines japanischen Frauenlebens in strengen, abgeschlossenen Sequenzen. Was zunächst als spekulativer ‚Sittenfilm‘ erscheint, entpuppt sich als ein Stück Sittengeschichte, das durch unsentimentale Abhandlung eines schwierigen Themas besticht. Erwachsenen Freunden japanischer Filmkunst zu empfehlen.“ Weniger wohlwollend urteilt  das Lexikon des internationalen Films:  „Ein kritisch akzentuiertes, mit kommentierenden Zwischentexten und dokumentarischen Einschüben versehenes Zeit- und Sittenbild; eine nicht immer glaubhafte Mischung aus greller Dramatik und aufklärerischen Ambitionen.“